# Alas Kandang
Alas Kandang is een bestuurslaag in het regentschap Probolinggo van de provincie Oost-Java, Indonesië. Alas Kandang telt 3952 inwoners (volkstelling 2010).